# Gornja Rženica
Gornja Rženica (en serbe cyrillique : Горња Рженица) est un village du nord-est du Monténégro, dans la municipalité de Plav.

## Démographie

### Évolution historique de la population
| 1948 | 1953 | 1961 | 1971 | 1981 | 1991 | 2003 |
| ---- | ---- | ---- | ---- | ---- | ---- | ---- |
| 398  | 550  | 624  | 509  | 370  | 291  | 269  |